# Миранда (Порторико)
Миранда (шп. Miranda) град је у америчкој острвској територији Порторико, острвској држави Кариба.

## Демографија
По попису из 2010. године број становника је 1.804, што је 253 (-12,3%) становника мање него 2000. године.
| Група             | 2000.         | 2010.         |
| Белци             | 5 (0,2%)      | 7 (0,4%)      |
| Афроамериканци    | 34 (1,7%)     | 141 (7,8%)    |
| Азијати           | 1 (0,0%)      | 1 (0,1%)      |
| Хиспаноамериканци | 2.052 (99,8%) | 1.796 (99,6%) |
| Укупно            | 2.057         | 1.804         |